# Iluzje słuchowe
Iluzje słuchowe – iluzoryczne wrażenia słuchowe, które odbiegają w znaczny sposób od spodziewanego (na podstawie parametrów fizycznych) efektu. Iluzje mogą dotyczyć: lokalizacji dźwięku, czasowej struktury, natężenia, wysokości oraz barwy.